# John Costas
John Costas, né Ioánnis Papakóstas (en grec moderne : Ιωάννης Παπακώστας, 1868-1932), était un révolutionnaire grec et un vétéran de la Seconde Guerre des Boers.

## Biographie

### Jeunesse
Ioánnis Papakóstas est né en 1868 à Liás (el), un village près de la ville de Filiátes à une époque où l'Épire était encore sous domination ottomane. Il était fils d'un prêtre local et il a émigré à un jeune âge d'abord en Australie et plus tard en Égypte. En 1898, il arrive en République sud-africaine et s'installe à Johannesburg.

### Action militaire
Pendant la Seconde Guerre des Boers, il devint volontaire du côté des Boers et il combattit dans diverses batailles, dont Spion Kop et Paardeberg. Il a été fait prisonnier après la défaite des Boers. Pendant sa captivité, Costas a été emmené dans des camps de prisonniers de guerre au Ceylan britannique,.
En 1903, il fut libéré et retourna en Afrique du Sud, mais huit ans plus tard, il retourna en Grèce. Il s'installe à Athènes où il est initié à l'Epirotan Society, une organisation fondée en 1906 et dirigée par des personnes d'origine épirotienne comme Spýros Spyromílios et Panagiótis Danglís dans le but de libérer l'Épire de la domination ottomane et de s'unir avec la Grèce. Pendant la première guerre des Balkans, Costas a combattu en tant que chef d'une petite guérilla grecque dans la région de Thesprotie où il a affronté principalement des irréguliers albanais tchames qui ont combattu aux côtés des forces ottomanes. De plus, en 1914, il rejoint les forces armées de la République autonome de l'Épire du Nord.

### Fin de vie
Les années suivantes, il resta en Grèce mais après la défaite du Parti libéral d'Elefthérios Venizélos aux élections législatives de 1920, Costas, qui était un partisan de Venizélos, quitta la Grèce, retourna en Afrique du Sud et s'installa à Stellenbosch où il mourut en 1932.

### Distinctions
Pour ses services à l'État grec, John Costas a été honoré du grade de capitaine et d'une médaille militaire tandis qu'en 1982, le gouvernement sud-africain a construit un buste dans sa ville natale, Liás, en hommage à sa participation à la Seconde Guerre des Boers,. De plus, Costas a fait don d'une importante somme d'argent pour divers besoins de la communauté de Liás.